# Thomas Hawkins
Pour les articles homonymes, voir Hawkins.
Thomas W. Hawkins, Jr (né le 10 janvier 1938 à Flushing, New York) est un historien des mathématiques américain.

## Carrière
Hawkins obtient son doctorat avec une thèse sur Les origines et le développement de la théorie de l'intégration de Lebesgue à l'université du Wisconsin à Madison en 1968 sous la direction de Robert Creighton Buck. Depuis 1972, il travaille à l'université de Boston.

## Prix et distinctions
Hawkins est conférencier invité au congrès international des mathématiciens en 1974, à Vancouver et en 1986, à Berkeley.
En 1997, Hawkins a reçu le Prix Chauvenet, pour son article « The birth of Lie's theory of groups », publié dans le Mathematical Intelligencer en 1994. 
En 2001 il reçoit le prix Whiteman décerné par l'American Mathematical Society.
À l'automne 2012 Hawkins est élu Fellow de l'American Mathematical Society.

## Publications
- Emergence of the theory of Lie groups: an essay in the history of mathematics, 1869-1926
- Lebesgue's theory of integration, its origins and development
- The mathematics of Frobenius in context: a journey through 18th to 20th Century mathematics